# Mechaniczne rozszerzanie przełyku
Mechaniczne rozszerzanie przełyku – metoda endoskopowego, inwazyjnego leczenia zwężenia światła przełyku, stosowana przede wszystkim u pacjentów z achalazją, z istotnym zwężeniem po oparzeniach lub operacji przełyku. Metoda jest skuteczna w leczeniu objawowych pierścieni przełyku. Zabiegu poszerzania dokonuje się przy użyciu specjalnych poszerzadeł różnych typów:
- poszerzadeł mechanicznych Savary'ego-Gillarda
- poszerzadeł hydrostatycznych, pneumatycznych lub rtęciowych (Maloneya).

Przed zabiegiem poszerzania przełyku pacjent powinien być na czczo przez 12 godzin; zabiegu dokonuje się w premedykacji, pod kontrolą radiologiczną. Interwencje należy powtarzać.
Możliwe powikłania zabiegu to:
- odynofagia
- krwawienie z górnego odcinka przewodu pokarmowego
- refluksowe zapalenie przełyku
- zachłystowe zapalenie płuc
- perforacja przełyku.